# تیسوویتسا
تیسوویتسا (به صربی: Tisovica) یک منطقهٔ مسکونی در صربستان است که در نووا واروش واقع شده‌است. تیسوویتسا ۱۱۷ نفر جمعیت دارد.